# کامیشنکا (شهرستان زاویالوفسکی، سرزمین آلتای)
کامیشنکا(به لاتین: Kamyshenka) یک منطقه‌یِ مسکونی در روسیه‌ست که در سرزمین آلتای واقع شُده‌است.